# Regina Baltica
Die Regina Baltica ist ein als Fähre gebautes Passagierschiff, das in der Ostsee und in der Nordsee eingesetzt war. 2013 wurde das Schiff zu einem Hotelschiff für den Einsatz in Offshore-Windparks umgebaut.

## Geschichte
Gebaut  wurde die Regina Baltica 1980 als Viking Song für die Viking Line, die es zusammen mit dem Schwesterschiff Viking Saga als Fährschiff zwischen Helsinki und Stockholm einsetzte. 1985 wurde das Schiff an Fred Olsen Line verkauft und als Braemar zwischen Oslo und Hirtshals bzw. zwischen Oslo und Harwich eingesetzt. Im Dezember 1990 verkaufte Fred. Olsen Line ihren Fährbetrieb an Color Line, jedoch nicht die Braemar. Im Januar 1991 wurde das Schiff von der Baltic Shipping Company gechartert und sollte unter dem Namen Baltica zwischen St. Petersburg (Leningrad) und Stockholm eingesetzt werden. Dies konnte jedoch nicht realisiert werden und so wurde das Schiff vorübergehend in Hamburg aufgelegt. Im selben Monat wurde das Schiff von der russischen Armee gechartert, um Truppen aus der ehemaligen DDR abzutransportieren. Das in Anna Karenina umbenannte Schiff wurde von den russischen Truppen schwer verwüstet und musste in Hamburg repariert werden. Ab März 1991 setzte Baltic Line das Schiff schließlich auf der Route St. Petersburg (Leningrad) – Nynäshamn – Kiel ein. Diese Route wurde 1995 eingestellt, Baltic Line wurde 1996 für insolvent erklärt.
Das Schiff wurde in Anna K. umbenannt, kehrte zu Fred. Olsen Line zurück, wurde in Deutschland aufgelegt und 1996 an Estline verkauft. Umbenannt in Regina Baltica wurde es zwischen Stockholm und Tallinn eingesetzt. Ende 2000 wurde Estline Teil von Tallink. Im Frühjahr 2005 wurde das Schiff von der NATO als Unterkunft in Bodø, Norwegen, für die an der Großübung „Battle Griffin“ teilnehmenden Soldaten gechartert. Im Mai 2006 wurde das Schiff auf dieser Route durch die Romantika ersetzt und auf der Stockholm-Riga-Route eingesetzt als Nachfolger der Fantaasia und ihrerseits im April 2009 durch die Romantika. Die Regina Baltica wurde von Acciona Trasmediterránea gechartert und ab 15. Juni 2009 zwischen Almería und Nador eingesetzt. Am 20. September 2009 kam sie zurück zu Tallink und wurde in Riga aufgelegt. Ende Mai 2010 wurde sie erneut von Acciona Trasmediterránea gechartert. Sie bediente die Linie Almería – Nador und wurde von Juni bis zum 3. September zwischen Algeciras und Tanger eingesetzt.
Am 11. September 2010 kam das Schiff auf den Färöer-Inseln an, um hier die Smyril zwischen Tvøroyri und Tórshavn während eines Werftaufenthaltes zu ersetzen. Ab dem 15. Oktober übernahm die Smyril wieder diese Route. Von Juni bis September 2011 fuhr die Regina Baltica im Mittelmeer auf der Strecke Almería (Spanien) – Nador (Marokko).
2012 wurde die Regina Baltica zu einem Hotelschiff umgebaut und zunächst für den Bau des Offshore-Windparks Sheringham Shoal Farm in England genutzt. Anfang 2013 wurde das Schiff dann in Riga für das schwedische Offshore-Serviceunternehmen SWE Offshore Maritime umgebaut und mit einer Hubschrauberplattform am Bug nachgerüstet. An Bord des Schiffes, das 30 bis 40 Tage auf See bleiben kann, können 200 Personen in Einzelkabinen untergebracht werden. Das Schiff wurde als Hotelschiff für den Bau des Windparks Bard Offshore 1 genutzt.
Am 27. Februar 2015 wurde das Schiff an SweOffshore verkauft. Die Übergabe erfolgte am 7. April 2015. Im Februar 2017 wurde das Schiff an BaleàriaEurolineas Maritimas verkauft. Im März wurde die Flagge auf Zypern gewechselt, Heimathafen wurde Limassol. Seit Juni 2017 wird das Schiff zwischen Valencia und Mostaganem eingesetzt.

### Zwischenfälle
Am 27. September 2005 lief das Schiff in schwedischen Gewässern in der Nähe von Kapellskär auf Grund, kam aber aus eigener Kraft wieder frei.
Am 13. Oktober 2017 brach in Valencia ein Feuer im Maschinenraum aus.

## Schwesterschiffe
Die Viking Song hatte mit der Viking Saga ein Schwesterschiff. Dieses wurde 1990 zum Kreuzfahrtschiff umgebaut und fuhr vor seiner Abwrackung 2025 zuletzt als Celestyal Crystal für Celestyal Cruises.